# Xeloma minettii
Xeloma minettii är en skalbaggsart som beskrevs av Franz Antoine 2009. Xeloma minettii ingår i släktet Xeloma och familjen Cetoniidae. Inga underarter finns listade i Catalogue of Life.